# Juin
Pour les articles homonymes, voir Juin (homonymie).
mai juillet
Juin est le sixième mois des calendriers grégorien et julien. À l’époque antique, c’était le quatrième mois du calendrier romain.
Son nom vient du latin junius, donné, selon Ovide, en l’honneur de la déesse romaine Junon. Une autre étymologie possible est junius (mensis), le mois de Lucius Junius Brutus, le fondateur légendaire de la République romaine. En moyen français, il s'écrivait « juing ».
Le mois de juin est le premier mois de l’été dans l’hémisphère nord (le solstice a lieu le 19, le 20, le 21 ou le 22 juin) ainsi que de l'été météorologique (le 1er juin).

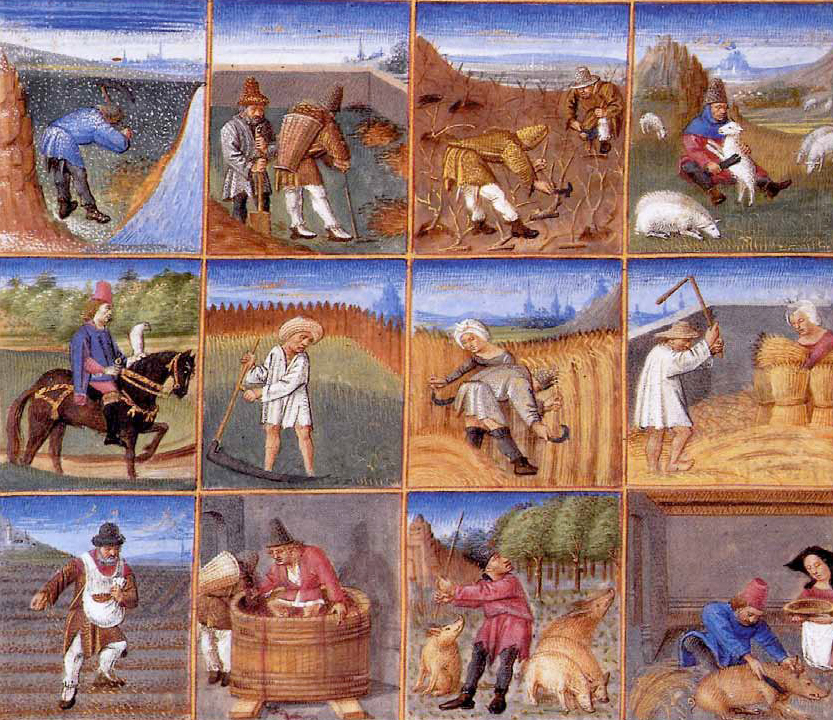
Dans le Ruralium commodorum opus de Pierre de Crescent, premier traité d’agriculture écrit depuis l’Antiquité, le mois de juin est symbolisé par la fenaison.

## Religions, traditions et superstitions

### Religion catholique
Dans la religion catholique, le mois de juin est dédié au Sacré-Cœur.

### Astrologie
Le mois de juin commence dans le signe zodiacal des Gémeaux et se termine dans celui du Cancer.

### Dictons du mois et interprétations
Ces dictons traditionnels, parfois discutables, ne traduisent une réalité que pour les pays tempérés de l'hémisphère nord.
- « Pluie de juin n'est que fumée. » (dicton de Provence)
- « Le temps qu'il fait en juin le 3 sera le temps du mois » (dicton du Poitou) ou « en juin, brume obscure, trois jours seulement dure. »
- « Juin larmoyeux rend le laboureur heureux » (dicton des Alpes) ou « s'il tonne au mois de juin année de paille et de foin » (dicton de l'Indre) ou « pluie en juin donne belle avoine et chétif foin. » (dicton de Savoie)

Les céréales ont besoin d'eau depuis leur germination et leur épiaison car « en juin, la pluie qui vient de l'amont, trempe la terre jusqu'au fond. »
- « Qui en juin se porte bien, au temps chaud ne craindra rien. »
- « Abeilles en mai valent un louis d'or, abeilles en juin, c'est chance encore. »

Les fleurs ont encore besoin de ces pollinisateurs.
- « Beau mois de juin change herbe rare en bon foin » (dicton des Deux-Sèvres) ou « juin fait pousser le lin et juillet le rend fin. »
- « Quand il fait du rouille en juin cela fait mal au grain. » (dicton de l'Orne)
- « En juin, pluie ou soleil unie fait prévoir récolte bénie. »
- « Juin froid et pluvieux, tout l'an sera grincheux. »
- « En juin, quand la cerise périt tout s'ensuit » et « en juin trop de pluie, le jardinier s'ennuie. »
- « En juin, soleil qui donne n'a jamais ruiné personne » ou « frais mai et chaud juin, amènent (ou donnent) pain et vin » ou « prépare autant de bons tonneaux qu'en juin tu compteras de jours beaux. » (dicton de Saintonge)

La chaleur permet une bonne croissance des céréales et vignes.
- "En juin, Chênes avant frênes, été radieux ; frênes avant chênes, été pluvieux"